# ケタケア (小惑星)
ケタケア (2089 Cetacea) は、小惑星帯に位置する小惑星である。ノーマン・G・トーマスがローウェル天文台のアンダーソン・メサ観測所で発見した。
クジラ目の学名に因んで名付けられた。